# Dissociazione (psicologia)
Il concetto di dissociazione in psicopatologia e in psichiatria non ha una univoca definizione, in termini generali c'è accordo nel descrivere la dissociazione come una perdita più o meno significativa della capacità integrativa della coscienza. 
Alcuni orientamenti teorici ritengono si possa descrivere la dissociazione e i disturbi dissociativi lungo un continuum, in questa prospettiva fenomeni dissociativi possono presentarsi nell'esperienza comune in modo lieve e transitorio e solo quando si manifestano in modo protratto, intenso e duraturo possono configurarsi come specifiche sindromi psicopatologiche, definite disturbi dissociativi.
Un'altra prospettiva teorica invece ritiene che ci siano differenze qualitative tra i diversi tipi di esperienze dissociative che presenterebbero delle caratteristiche peculiari e non assimilabili. In questa ottica solo i disturbi dissociativi veri e propri rappresenterebbero un fallimento delle capacità integrative delle funzioni mentali superiori.
Generalmente dissociazione e disturbi dissociativi vengono interpretati come meccanismi di difesa per cui appunto alcuni elementi dei processi psichici rimangono "disconnessi" o separati dal restante sistema psicologico dell'individuo: tale condizione si può ritrovare in molte reazioni psicologiche (ad esempio, davanti a situazioni traumatiche).

Ad esempio, nella prospettiva dell'antipsichiatria fenomenologica, lo psichiatra scozzese Ronald Laing definisce la dissociazione come una 

## Diagnosi
La scala di misurazione più frequentemente utilizzata nel rilevare il grado di dissociazione è la Dissociative Experiences Scale. Il DSM-IV considera i sintomi come la depersonalizzazione, la derealizzazione e l'amnesia psicogena come caratteristiche fondamentali dei disturbi dissociativi. Tuttavia, esperienze dissociative possono essere comuni anche nella popolazione sana e possono non essere clinicamente significative. In uno studio, il 60-65% degli intervistati ha indicato di aver avuto qualche esperienza dissociativa. Un'altra scala utile nella diagnosi di dissociazione è la SCID-D, un'intervista clinica strutturata per i disturbi dissociativi del DSM-IV.